# Леванон, Хаим
Хаим Леванон (ивр. חיים לבנון‎, имя при рождении Хаим Иосиф Левинштейн; 25 марта 1899, Краков, Королевство Галиции и Лодомерии, Австро-Венгрия — 20 августа 1986, Тель-Авив, Израиль) — сионистский деятель, активист Партии общих сионистов в подмандатной Палестине и независимом Израиле. Один из основателей газеты «Ха-Бокер», мэр Тель-Авива с 1953 по 1959 год.

## Биография
Родился в 1899 году в Кракове в семье коммерсанта Дова Левинштейна и Рахель Левинштейн (урождённой Штиль). Получил традиционное еврейское образование (хедер, иешива), после чего окончил сельскохозяйственный факультет Ягеллонского университета в Кракове, получив специальность агротехника.
В годы учёбы был активистом молодёжного движения общих сионистов в Галиции, занимал партийные должности в отделении в Западной Галиции. В 1927 году иммигрировал в подмандатную Палестину. После переезда преподавал в гимназии «Ахад-ха-Ам» в Петах-Тикве, позже возглавлял фирму, занимавшуюся разбивкой цитрусовых плантаций, и стал одним из основателей поселения Хавацелет-ха-Шарон в долине Хефер и строительной компании «Шикун Эзрахи». В 1928 году женился на Мирьям Шамрот. В этом браке родились двое сыновей — Ягиль и Надав.
В подмандатной Палестине продолжал сионистскую деятельность, был одним из лидеров общих сионистов в Палестине и основателем молодёжного отделения движения. Входил в число основателей и совет директоров газеты «Ха-Бокер», был одним из руководителей фонда чрезвычайных ситуаций еврейского ишува и возглавлял его отделение в Тель-Авиве, входил в правление Еврейского национального фонда и «Керен ха-Йесод». В 1934/35 годах — глава избирательной комиссии на выборах мэра Тель-Авива. Был делегатом XIX, XX и XXI Всемирных сионистских конгрессов, заместителем члена исполкома Всемирной сионистской организации.
В 1951 году избран в городской совет Тель-Авива от фракции общих сионистов, в 1952 году занял пост заместителя мэра. После того как мэр Тель-Авива Исраэль Роках был назначен министром внутренних дел Израиля, депутаты городского совета проголосовали за избрание Леванона новым мэром. В 1955 году он победил на выборах мэра Тель-Авива и остался на этом посту ещё на один срок. В период пребывания в должности мэра уделял особое внимание вопросам образования и культуры, способствовал появлению Тель-Авивского дворца культуры, павильона современного искусства Тель-Авивского музея изобразительных искусств (так называемый павильон Елены Рубинштейн). При Леваноне в Тель-Авиве открылись многочисленные новые школы и детские площадки, в ведение мэрии перешла организация летних лагерей, которой до этого занимались родительские советы. Важнейшим вкладом Леванона в развитие города в период пребывания в должности мэра стало основание Тель-Авивского университета. Уже в 1953 году городская администрация присвоила основанному в 1932 году Тель-Авивскому биологическому институту статус университетского института. В 1955 году был основан Тель-Авивский университетский институт культуры Израиля. В 1956 году мэрия Тель-Авива объявила о создании Тель-Авивского университета и реорганизации этих двух институтов в его факультеты естественных и гуманитарных наук. Была также предпринята попытка присоединения к новому университету уже существующей юридической школы Тель-Авива, в тот момент окончившаяся неудачей. При Леваноне было начато строительство нового объединённого кампуса Тель-Авивского университета в Рамат-Авиве, завершённое при его преемнике Мордехае Намире.
По завершении работы в городском совете Тель-Авива входил в правление Еврейского агентства, в котором возглавлял отделы пропаганды и связей с общественностью. Позже как представитель Еврейского агентства возглавлял поселенческую компанию «Фаза», входил в советы директоров компаний «Мекорот» и «Шахам». Продолжал принимать участие в развитии Тель-Авивского университета. В 1973 году удостоен звания почётного гражданина Тель-Авива. Скончался в 1986 году, похоронен на кладбище Трумпельдор. После смерти Хаима Леванона улица ха-Университа в Тель-Авиве была переименована в его честь.